# Vilém IV. Britský

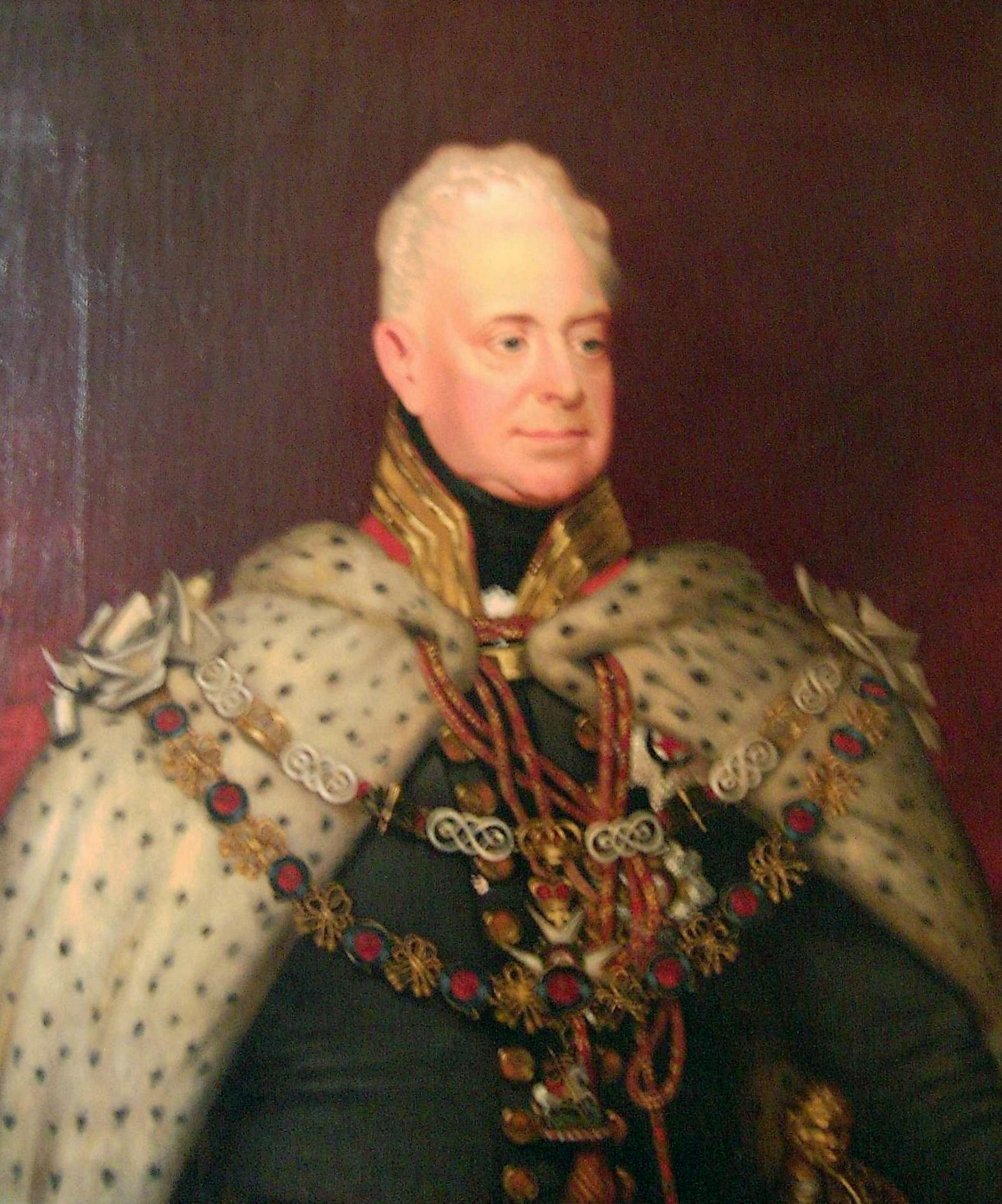
Vilém IV. Britský

Vilém IV. (21. srpna 1765, Londýn – 20. června 1837, Windsor) byl panovník Spojeného království Velké Británie a Irska a Hannoveru od 29. června 1830 do své smrti. Byl třetím synem Jiřího III. a mladším bratrem a následníkem Jiřího IV. Stal se posledním mužským panovníkem z Hannoverské dynastie.
V mládí sloužil u královského námořnictva a byl přezdíván námořním králem. Jeho dva starší bratři zemřeli bez legitimních potomků a tak se Vilém stal ve věku 64 let nástupcem na britském trůnu. V době jeho vlády byly uskutečněny některé reformy – úprava sociálních zákonů, zákaz práce dětí, zákaz otrokářství platící v téměř celém britském impériu a úprava volebního systému. I když se nezapojoval do politiky tak výrazně jako jeho bratr, byl posledním britským monarchou, který jmenoval předsedu vlády v rozporu s přáním parlamentu.
Protože v době své smrti nezůstavil žádné žijící legitimní potomky, stala se jeho následnicí na britském trůnu jeho neteř princezna Viktorie z Kentu, jediná dcera Vilémova bratra prince Eduarda Augusta, vévody z Kentu a Strathearnu. V Hannoverském království, které akceptovalo pouze mužské následníky, pak na trůn nastoupil Arnošt August I.

## Mládí
Narodil se 21. srpna 1765 v Buckinghamském paláci jako třetí syn Jiřího III. a jeho manželky královny Šarloty. Měl dva starší bratry Jiřího a Frederika a nepředpokládalo se, že by kdy usedl na trůn Spojeného království.
Jako třináctiletý nastoupil ke Královskému námořnictvu jako lodní poddůstojník. V době americké války za nezávislost sloužil v New Yorku. V době, kdy byl v Americe, schválil George Washington plán na jeho únos. Poté, co se tato informace donesla Britům, byl Vilém při cestách po městě doprovázen stráží. Roku 1785 se stal poručíkem a kapitánem lodi HMS Pegasus. Na konci roku 1786 byl přeložen do Indie, kde sloužil pod Horatiem Nelsonem, se kterým se stali blízkými přáteli.
Snažil se, aby podobně jako jeho starší bratři získal titul vévody a tím i stálý příjem, ale jeho otec o tom nechtěl slyšet. Aby přinutil otce jednat, začal se Vilém ucházet o místo poslance v Dolní sněmovně. Jeho otec nechtěl, aby se tato záležitost přetřásala mezi voliči a tak ho v květnu roku 1789 jmenoval vévodou z Clarence a St Andrews a hrabětem z Munsteru.

## Manželství a potomci
Od roku 1791 žil s irskou herečkou Dorotheou Blandovou (později přijala jméno Dorothea Jordan). Z tohoto vztahu se narodilo deset nelegitimních dětí:
- George FitzClarence, 1. hrabě z Munsteru (29. leden 1794 – 20. březen 1842), ⚭ 1819 Mary Wyndham (29. srpen 1792 – 3. prosinec 1842)
- Henry FitzClarence (27. březen 1795 – září 1817), neoženil se a neměl potomky
- Sophia FitzClarence (srpen 1796 – 10. duben 1837)
- Lady Mary Fox (19. prosinec 1798 – 13. červen 1864)
- Lord Frederick FitzClarence (9. prosinec 1799 – říjen 1854)
- Elizabeth Hay, hraběnka of Erroll (17. leden 1801 – 16. leden 1856)
- Lord Adolphus FitzClarence (18. únor 1802 – 17. květen 1856)
- Lady Augusta Kennedy-Erskine (17. listopad 1803 – 8. prosinec 1865)
- Lord Augustus FitzClarence (1. březen 1805 – 14. červen 1854)
- Amelia Cary, hraběnka Falkland (21. březen 1807 – 2. červenec 1858)

Tyto děti měly řadu prominentních potomků; pochází z nich např. bývalý britský premiér David Cameron.
13. července roku 1818 se v Kew Palace v Surrey oženil s princeznou Adelheid von Sachsen-Meiningen. Šlo o dvojitou svatbu, neboť tentýž den se ženil i Vilémův bratr Eduard, vévoda z Kentu s jinou německou princeznou, Viktorií z dynastie Sachsen-Coburg-Saalfeldské. Adelheid bylo v době sňatku 25 let a byla o 28 let mladší než Vilém. Manželství nebylo bezdětné – Adelheid porodila čtyřikrát, nejstarší dcerka však zemřela těsně po porodu, ve dvou případech se děti narodily mrtvé a jediná přeživší dcerka zemřela v necelých čtyřech měsících věku.
- Charlotte Augusta Louisa (*/† 27. března 1819)
- mrtvě narozené dítě (*/† září 1819)
- Elizabeth Georgiana Adelaide (10. prosince 1820 – 4. března 1821)
- dvojčata-chlapci (*/† 23. dubna 1824)

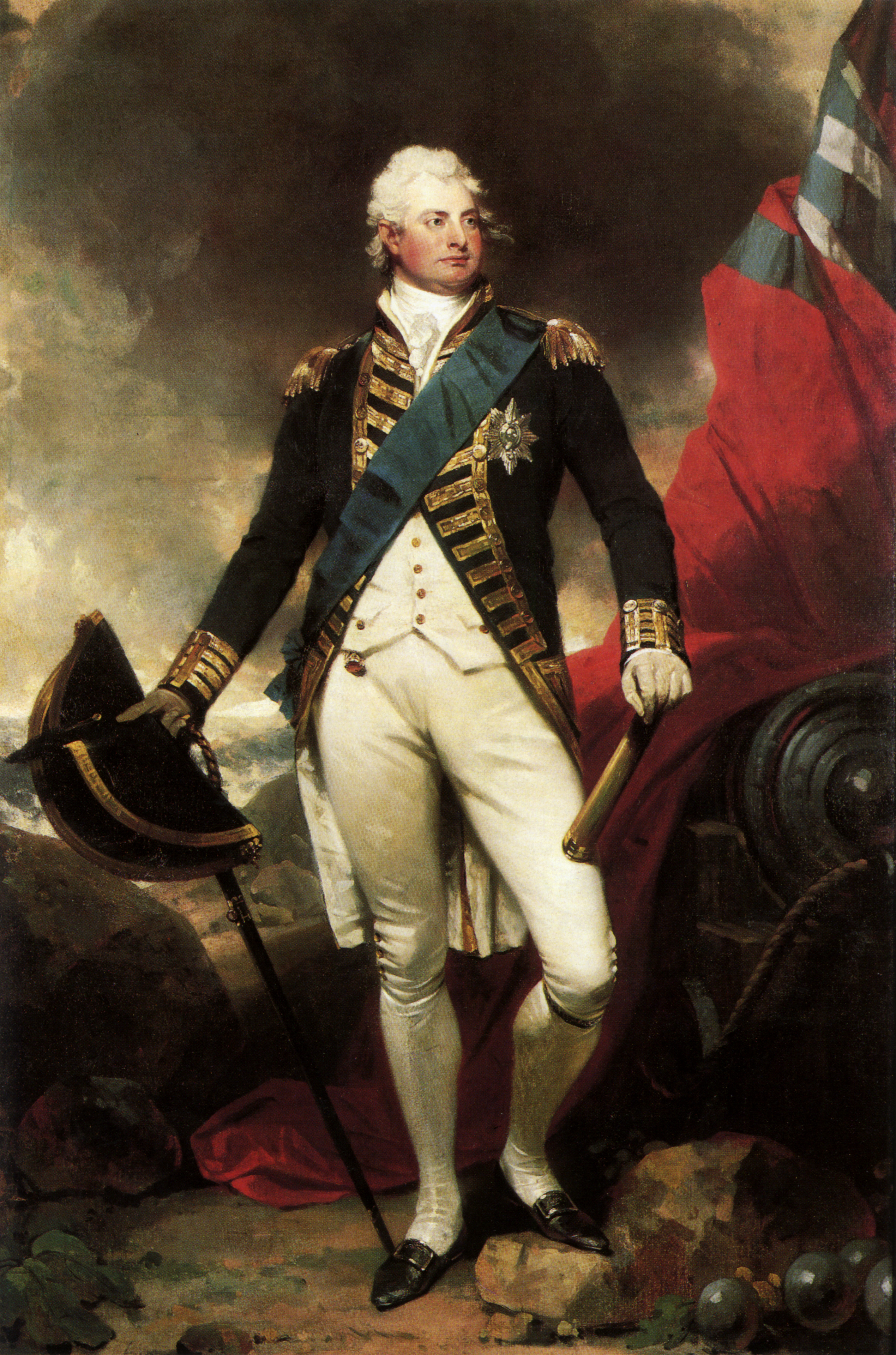
Portrét Viléma ve vojenské uniformě

Zemřel tedy, aniž by po něm zůstali legitimní potomci.

### Karolina von Linsingen
Téměř neznámá však je skutečnost, že ještě jako mladík (tehdy až třetí v pořadí na následnictví trůnu) se tajně oženil s hannoverskou šlechtičnou, hraběnkou Karolinou Charlottou Dorotheou von Linsingen (1768–1815). Seznámili se v Hannoveru v roce 1790 a v srpnu roku 1791 se tajně vzali. Když po čase vyšla pravda o tajném a nerovném sňatku najevo, vypukl skandál. Královská rodina, především královna Šarlota, odmítla Karolinu přijmout, a proto došlo v roce 1792 k rozvodu, ačkoliv Karolina již byla těhotná (v listopadu 1792 údajně potratila, ve skutečnosti jí však bylo zamlčeno, že dítě – chlapec – předčasný porod přežilo a bylo dáno pod jménem Hans Georg Meyer na vychování do bohaté židovské rodiny). Karolina (posléze provdaná za lékaře dr. Adolfa Meineke), zemřela v roce 1815; snad lze i v této skutečnosti spatřovat důvod, proč se Vilém oženil až v poměrně pokročilém věku padesáti dvou let v roce 1817, tedy dva roky po její smrti. Na druhé straně i dva z pěti jeho bratří se oženili v takto pozdním věku, poté co v roce 1817 zemřela po porodu svého jediného mrtvě narozeného dítěte Šarlota Augusta, jediná dcera nástupce trůnu, waleského prince Jiřího, a britský trůn neměl v další generaci následníka.

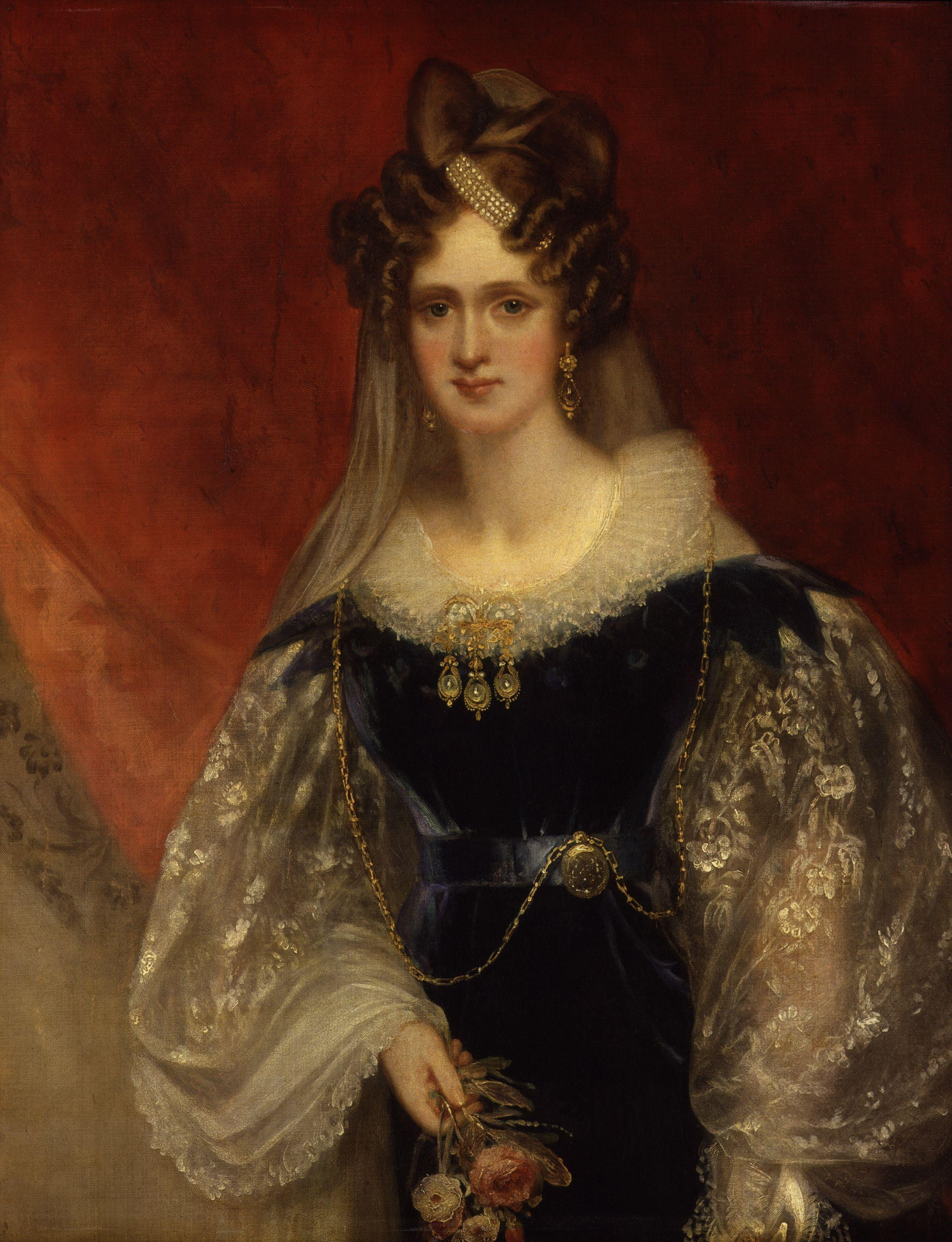
Portrét Vilémovy manželky Adelheid

## Admirál
Jeho nejstarší bratr Jiří se stal, poté co byl jeho otec roku 1811 postižen záchvatem duševní nemoci, princem regentem. Roku 1820 Jiří III. zemřel a jeho nejstarší syn se stal britským panovníkem jako Jiří IV., následníkem trůnu pak druhý syn Jiřího III. Frederik, vévoda z Yorku. Když roku 1827 zemřel i on, stal se v šedesáti letech následníkem trůnu Vilém. Ke konci roku ho premiér George Canning jmenoval do úřadu admirála, který byl zřízen roku 1709. Po dobu, kdy byl admirálem, měl stálé spory s admirálskou radou složenou z důstojníků admirality.
Navzdory rozporům dosáhl mnoha změn. Zakázal použití devítiocasého biče pro tresty kromě vzpoury, dosáhl zlepšení úrovně dělostřelectva a vyžadoval pravidelné zprávy o stavu a připravenosti každé lodi. Nechal postavit první válečný parník a doporučoval výstavbu dalších. Zbytek období vlády svého bratra strávil jako člen Sněmovny lordů a podporoval emancipaci katolíků.

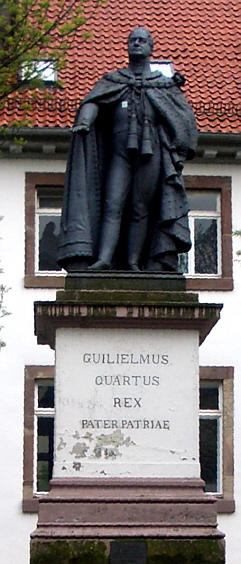
Socha Viléma IV. Britského v německém Göttingenu (Wilhelmsplatz)

## Vláda
Poté, co jeho bratr 26. června 1830 zemřel bez legitimních dědiců, nastoupil na britský trůn v 64 letech jako druhá nejstarší osoba, která kdy britský trůn získala. Na rozdíl od svého bratra, který trávil mnoho času na Windsorském hradu, se Vilém zdržoval v Londýně nebo Brightonu. Většinu sbírek obrazů svého bratra věnoval galeriím a zahájil rozsáhlou rekonstrukci Buckinghamského paláce.
Po smrti předchozího krále byly vyhlášeny všeobecné volby. Toryové z nich vzešli oslabeni, i když stále disponovali většinou v dolní komoře parlamentu. Protože byli nejednotní, vytvořil novou vládu Whig Charles Grey. Ten slíbil reformovat volební systém, který od 15. století doznal pouze malých změn. Nesrovnalosti mezi jednotlivými obvody byly obrovské. Zatímco velká města jako Manchester nebo Birmingham neměla v parlamentu zastoupení, protože byla částí hrabství, malá městečka (označována jako rotten boroughs), jako například Old Sarum se sedmi voliči, byla zastoupena dvěma poslanci. Tyto obvody byly ovládány aristokraty, jejichž kandidáti byli často zvoleni, případně mohli tato zajištěná místa v parlamentu i prodávat zájemcům o post poslance.
Když roku 1831 neprošel dolní komorou parlamentu první reformní zákon, Greyovi ministři jej pobízeli, aby vyhlásil nové všeobecné volby. Zpočátku nesouhlasil, protože volby se konaly předchozí rok a veřejnost byla podrážděna, což mohlo vyústit v násilné protesty. Nicméně byl roztrpčen úmyslem opozice vydat rezoluci proti rozpuštění parlamentu. V tomto úmyslu viděl útok proti svému právu odročit jednání parlamentu. Rozhodl se zúčastnit jednání Sněmovny lordů a jednání parlamentu odročit. Přístup poslanců ho ale rozčílil natolik, že parlament rovnou rozpustil. V nových volbách do dolní komory zvítězili stoupenci reforem, ovšem v horní komoře převládali jejich odpůrci.
Krátkým přerušením této krize se stala jeho korunovace 8. září 1831. Nebyl si jist, zda na ni má přistoupit, ale nechal se tradicionalisty přesvědčit. Nicméně odmítl oslavy takového rozsahu, jaké doprovázely korunovaci jeho předchůdce a vyžádaly si náklady ve výši 240 000 liber a určil maximální výši prostředků na 30 000 liber.
Po odmítnutí druhého návrhu reforem Sněmovnou lordů roku 1831 se rozpoutala kampaň za jejich prosazení po celé zemi. Na základě podpory veřejnosti se Greyova vláda rozhodla neuznat porážku a znovu navrhla přijetí tohoto zákona. Grey, který byl zklamán potížemi s projednáváním zákona v horní komoře, jej žádal, aby jmenoval nové peery, kteří by pomohli tento zákon prosadit. On sám byl ochoten jmenovat nové peery potřebné pro přijetí reforem, ale zároveň viděl nevýhody ve vytváření stále početnější horní komory a trval na tom, aby nově vytvořená místa byla pokud možno vyhrazena pro nejstarší syny nebo dědice současných členů horní komory a postupně tak vedla k opětovnému snížení počtu poslanců Sněmovny lordů.
Doplněná sněmovna neodmítla zákon přímo, ale snažila se změnit jeho charakter pomocí dodatků. Grey a jeho ministři pohrozili rezignací, pokud panovník nebude souhlasit se jmenováním dostatečného počtů nových peerů pro přijetí reforem. On ale jejich rezignaci přijal a pověřil sestavením nové vlády Wellingtona, ale ten neměl dostatečnou podporu pro vytvoření stabilní vlády. Vilém pak souhlasil s opětným jmenováním Greyovy vlády a vytvořením nových peerů, pokud bude Sněmovna lordů pokračovat v obstrukcích s přijetím zákona o reformách. Roku 1832 byl zákon reformující volební obvody přijat.
V zahraniční politice podporoval záměr výstavby Suezského průplavu, jako příspěvek ke zlepšení vztahů s Egyptem. Později se snažil urovnat vztahy s Amerikou, silně narušené za vlády jeho otce.

## Pozdní období
V pozdním období své vlády zasáhl do politiky pouze jednou, když roku 1834, jako poslední britský panovník, který tak učinil, jmenoval předsedu vlády v rozporu s vůlí parlamentu. Vláda čelila velké nepopularitě, Grey odstoupil a nahradil ho William Lamb. Ten ponechal ve funkci většinu ministrů a získal v dolní komoře dostatečnou podporu. Vilém ale některými členy kabinetu opovrhoval a považoval je za radikály.
V listopadu zdědil John Charles Spencer, mluvčí Dolní sněmovny a ministr financí, hodnost šlechtice a přesunul se z dolní komory do Sněmovny lordů. Lamb musel navrhnout nového mluvčího a ministra financí, protože podle dlouhodobé tradice byli tito funkcionáři jmenováni z členů dolní komory. Jediným vhodným kandidátem byl podle Lamba John Russel, kterého on sám (a mnozí jiní) považovali pro jeho radikální postoje za nepřijatelného. Odvolal proto vládu a pověřil jejím sestavením Torye Roberta Peela. Ten ale nemohl sestavit funkční vládu, protože neměl dostatečnou podporu v dolní komoře a tak byly vyhlášeny nové volby. Toryové v nových volbách získali více křesel, ale stále měli ve sněmovně menšinu. Peel v úřadu setrval ještě několik následujících měsíců, ale po několika porážkách rezignoval. Novým premiérem se stal Lamb, který v úřadu setrval až do Vilémovy smrti.

## Následnictví
Vilém IV. zemřel na zástavu srdce 20. června 1837 na Windsorském hradu, kde byl také pohřben. Protože nezanechal žádné žijící legitimní potomky, stala se následnicí na britském trůnu princezna Viktorie z Kentu, jediná dcera jeho bratra Eduarda, vévody z Kentu. Hannoverské království ovšem vyžadovalo následnictví mužské linie, jeho následníkem v Hannoveru se tak stal jeho bratr Ernest Augustus.

## Vývod z předků
|                   |                                                  |  |                                |                                                  |  |  |  |  |  |  |  | Jiří I. |
|                   |                                                  |  |                                |                                                  |  |  |  |  |  |  |  |         |
|                   | Jiří II.                                         |  |                                |                                                  |  |  |  |  |  |  |  |         |
|                   |                                                  |  |                                |                                                  |  |  |  |  |  |  |  |         |
|                   |                                                  |  |                                | Žofie Dorotea z Celle                            |  |  |  |  |  |  |  |         |
|                   |                                                  |  |                                |                                                  |  |  |  |  |  |  |  |         |
|                   | Frederik Ludvík Hannoverský                      |  |                                |                                                  |  |  |  |  |  |  |  |         |
|                   |                                                  |  |                                |                                                  |  |  |  |  |  |  |  |         |
|                   |                                                  |  |                                | Jan Fridrich Braniborsko-Ansbašský               |  |  |  |  |  |  |  |         |
|                   |                                                  |  |                                |                                                  |  |  |  |  |  |  |  |         |
|                   | Karolina z Ansbachu                              |  |                                |                                                  |  |  |  |  |  |  |  |         |
|                   |                                                  |  |                                |                                                  |  |  |  |  |  |  |  |         |
|                   |                                                  |  |                                | Eleonora Sasko-Eisenašská                        |  |  |  |  |  |  |  |         |
|                   |                                                  |  |                                |                                                  |  |  |  |  |  |  |  |         |
|                   | Jiří III.                                        |  |                                |                                                  |  |  |  |  |  |  |  |         |
|                   |                                                  |  |                                |                                                  |  |  |  |  |  |  |  |         |
|                   |                                                  |  |                                | Fridrich I. Sasko-Gothajsko-Altenburský          |  |  |  |  |  |  |  |         |
|                   |                                                  |  |                                |                                                  |  |  |  |  |  |  |  |         |
|                   | Fridrich II. Sasko-Gothajsko-Altenburský         |  |                                |                                                  |  |  |  |  |  |  |  |         |
|                   |                                                  |  |                                |                                                  |  |  |  |  |  |  |  |         |
|                   |                                                  |  |                                | Magdaléna Sibyla Sasko-Weissenfelská             |  |  |  |  |  |  |  |         |
|                   |                                                  |  |                                |                                                  |  |  |  |  |  |  |  |         |
|                   | Augusta Sasko-Gothajská                          |  |                                |                                                  |  |  |  |  |  |  |  |         |
|                   |                                                  |  |                                |                                                  |  |  |  |  |  |  |  |         |
|                   |                                                  |  |                                | Karel Anhaltsko-Zerbstský                        |  |  |  |  |  |  |  |         |
|                   |                                                  |  |                                |                                                  |  |  |  |  |  |  |  |         |
|                   | Magdalena Augusta Anhaltsko-Zerbstská            |  |                                |                                                  |  |  |  |  |  |  |  |         |
|                   |                                                  |  |                                |                                                  |  |  |  |  |  |  |  |         |
|                   |                                                  |  |                                | Žofie Sasko-Weissenfelská                        |  |  |  |  |  |  |  |         |
|                   |                                                  |  |                                |                                                  |  |  |  |  |  |  |  |         |
| Vilém IV. Britský |                                                  |  |                                |                                                  |  |  |  |  |  |  |  |         |
|                   |                                                  |  |                                |                                                  |  |  |  |  |  |  |  |         |
|                   |                                                  |  | Adolf Fridrich I. Meklenburský |                                                  |  |  |  |  |  |  |  |         |
|                   |                                                  |  |                                |                                                  |  |  |  |  |  |  |  |         |
|                   | Adolf Fridrich II. Meklenbursko-Střelický        |  |                                |                                                  |  |  |  |  |  |  |  |         |
|                   |                                                  |  |                                |                                                  |  |  |  |  |  |  |  |         |
|                   |                                                  |  |                                | Marie Kateřina Brunšvicko-Dannenberská           |  |  |  |  |  |  |  |         |
|                   |                                                  |  |                                |                                                  |  |  |  |  |  |  |  |         |
|                   | Karel Ludvík Fridrich Meklenbursko-Střelický     |  |                                |                                                  |  |  |  |  |  |  |  |         |
|                   |                                                  |  |                                |                                                  |  |  |  |  |  |  |  |         |
|                   |                                                  |  |                                | Kristián Vilém I. Schwarzbursko-Sondershausenský |  |  |  |  |  |  |  |         |
|                   |                                                  |  |                                |                                                  |  |  |  |  |  |  |  |         |
|                   | Christiana Emilie Schwarzbursko-Sondershausenská |  |                                |                                                  |  |  |  |  |  |  |  |         |
|                   |                                                  |  |                                |                                                  |  |  |  |  |  |  |  |         |
|                   |                                                  |  |                                | Antonie Sibyla Barby-Mühlingenská                |  |  |  |  |  |  |  |         |
|                   |                                                  |  |                                |                                                  |  |  |  |  |  |  |  |         |
|                   | Šarlota Meklenbursko-Střelická                   |  |                                |                                                  |  |  |  |  |  |  |  |         |
|                   |                                                  |  |                                |                                                  |  |  |  |  |  |  |  |         |
|                   |                                                  |  |                                | Arnošt Sasko-Hildburghausenský                   |  |  |  |  |  |  |  |         |
|                   |                                                  |  |                                |                                                  |  |  |  |  |  |  |  |         |
|                   | Arnošt Fridrich I. Sasko-Hildburghausenský       |  |                                |                                                  |  |  |  |  |  |  |  |         |
|                   |                                                  |  |                                |                                                  |  |  |  |  |  |  |  |         |
|                   |                                                  |  |                                | Žofie Henrieta Waldecká                          |  |  |  |  |  |  |  |         |
|                   |                                                  |  |                                |                                                  |  |  |  |  |  |  |  |         |
|                   | Alžběta Sasko-Hildburghausenská                  |  |                                |                                                  |  |  |  |  |  |  |  |         |
|                   |                                                  |  |                                |                                                  |  |  |  |  |  |  |  |         |
|                   |                                                  |  |                                | Jiří Ludvík I. Erbašský                          |  |  |  |  |  |  |  |         |
|                   |                                                  |  |                                |                                                  |  |  |  |  |  |  |  |         |
|                   | Žofie Albertina z Erbachu                        |  |                                |                                                  |  |  |  |  |  |  |  |         |
|                   |                                                  |  |                                |                                                  |  |  |  |  |  |  |  |         |
|                   |                                                  |  |                                | Amálie Kateřina Waldecko-Eisenberská             |  |  |  |  |  |  |  |         |
|                   |                                                  |  |                                |                                                  |  |  |  |  |  |  |  |         |